# Континентальный шельф России

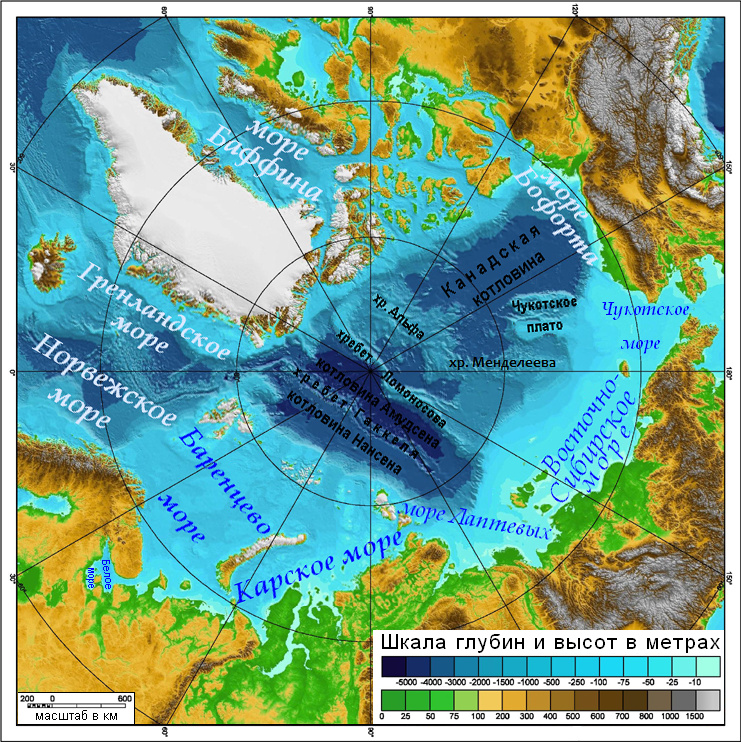
Рельеф дна Северного ледовитого океана

Континентальный шельф Российской Федерации (также называемый Российский континентальный шельф) геологически определяется как весь континентальный шельф, примыкающий к побережью России. В международном же праве Конвенция ООН по морскому праву более узко определяет протяжённость шельфа как океанское дно и недра подводных районов, которые находятся под суверенитетом России.
Согласно Федеральному Закону РФ № 187-ФЗ, континентальный шельф как морское дно и недра подводных районов располагается за пределами территориального моря (территориальных вод), то есть в пределах исключительной экономической зоны (200 морских миль) при условии, что внешняя граница подводной окраины материка не простирается на расстояние более чем 200 морских миль (370,4 км) от внутренней границы территориального моря; если подводная окраина материка простирается на расстояние более 200 морских миль от указанных исходных линий, то внешняя граница континентального шельфа совпадает с внешней границей подводной окраины материка, определяемой в соответствии с нормами международного права (то есть шельф в таком случае может выходить и за пределы ИЭЗ).
Шельф Сибири в Северном Ледовитом океане является самым крупным (и наименее изученным) из шельфов, регион имеет стратегическое значение из-за запасов нефти и природного газа. Другие части российского шельфа, как правило, названы в честь соответствующих морей: Баренцевоморский шельф (шельф Баренцева моря), Чукотский шельф (шельф Чукотского моря) и др. За исключением внутренних морей России, эти шельфы используются совместно с другими странами, которые соседствуют на соответствующих морях. Например, шельф Чукотского моря разделён между Россией и США, в соответствии с Соглашением между СССР и США о линии разграничения морских пространств 1990 года.
Площадь континентального шельфа, находящегося под юрисдикцией РФ, составляет около 5 млн км², что составляет около 1/5 площади шельфа Мирового океана.

## Претензии на расширение 2001 года
20 декабря 2001 года Россия подала официальное представление в Комиссию ООН по границам континентального шельфа в соответствии с Конвенцией ООН по морскому праву (статья 76, пункт 8). В документе предлагается создать новые внешние границы континентального шельфа России за предыдущими рамками 200-мильной зоны (370 км), но в пределах арктического сектора России. Заявлялись территориальные претензии на бо́льшую часть Арктики в секторе России вплоть до Северного полюса. Одним из аргументов было утверждение, что восточная часть хребта Ломоносова, подводного горного хребта, простирающегося через Полярный бассейн, и хребет Менделеева являются продолжением Евразийского континента. В 2002 году Комиссия ООН попросила Россию предоставить дополнительные научные доказательства в поддержку своих требований.

### Дополнительные исследования
Дополнительные исследования для подтверждения претензий России запланировали на период 2007—2008 годов как часть российской программы в рамках Международного полярного года. Программа исследовала структуру и эволюцию земной коры в арктических регионах, соседствующих с Евразией, таких как хребет Менделеева, поднятие Альфа и хребет Ломоносова, выясняла, действительно ли они связаны с шельфом Сибири. Основными средствами исследований были научно-исследовательское судно «Академик Фёдоров», атомный ледокол «Россия» с двумя вертолётами и геологическими зондами и самолёт Ил-18 с гравиметрическими устройствами.
В июне 2007 года группа из 50 русских учёных вернулась из шестинедельной экспедиции с известием, что хребет Ломоносова связан с территорией Российской Федерацией, поддержав тем самым претензии России на нефть и газ, которыми богат треугольник. На территории содержится 10 млрд тонн газа и нефти, утверждают учёные. Президент России Владимир Путин затем использовал эту информацию, чтобы вновь заявить о претензии России 2001 года.
2 августа 2007 года русские исследователи погрузили с помощью подводного аппарата национальный флаг на морское дно Северного полюса в символической поддержке претензий 2001 года. Механическая рука установила специальный не подверженный коррозии титановый флаг на дне Северного Ледовитого океана на глубине 4261 метр (13 980 футов).

### Международная реакция
В ответ на установку Россией национального флага на морском дне на Северном полюсе заместитель официального представителя Госдепартамента США Том Кейси заявил:

Не знаю, что они оставили на дне океана — металлический флаг, резиновый флаг, простыню. В любом случае никакого правового значения или эффекта для их претензий это иметь не будет.
Оригинальный текст (англ.)I'm not sure of whether they've put a metal flag, a rubber flag or a bed sheet on the ocean floor. Either way, it doesn't have any legal standing or effect on this claim.
— Russia plants undersea flag in Arctic
Министр национальной обороны Канады Питер Маккей выразился так:

Это не XV век. Вы не можете проехаться по миру, просто поставить свои флаги и сказать: «Мы претендуем на эту территорию».
Оригинальный текст (англ.)This isn't the 15th century. You can't go around the world and just plant flags and say 'We're claiming this territory.'
— Russia plants undersea flag in Arctic
В ответ на эти слова министр иностранных дел России Сергей Лавров сказал:

Меня искренне удивило заявление канадского коллеги о том, что кто-то разбрасывается флагами. Никто флагами не разбрасывается. Так делали все первооткрыватели. Когда исследователи достигают какой-то точки, которая никем не исследована, оставляют флаги. Так было и на Луне, между прочим.
— Лавров осадил недовольных российским флагом Канаду и США

### Результаты исследований
В середине сентября 2007 года Минприроды России выступило с заявлением:
20 сентября получены предварительные данные анализа модели земной коры по профилю «Арктика-2007», которые позволяют подтвердить тот факт, что структура коры хребта Ломоносова соответствует мировым аналогам континентальной коры, а значит, является частью прилегающего континентального шельфа Российской Федерации.

### Заявка в комиссию ООН 2015 года
В августе 2015 года Россия направила в комиссию ООН повторную заявку на расширение границ континентального шельфа в Северном Ледовитом океане на 1,2 миллиона квадратных километров для присоединения хребта Ломоносова и других участков морского дна, в том числе поднятия Менделеева, котловины Подводников, южной оконечности хребта Гаккеля и зоны Северного полюса.

### Решение подкомиссии ООН
В 2019 году подкомиссия ООН признала геологическую принадлежность части территорий Арктики, площадью 1,2 миллиона кв. км, к продолжению континентального шельфа России. Речь идёт о шельфе российских арктических окраинных морей, части Евразийского бассейна (котловины Нансена и Амундсена и хребет Гаккеля) и центральной части Амеразийского бассейна, которая включает в себя котловину Макарова и комплекс Центрально-Арктических подводных поднятий.

## Освоение шельфа
Морскую базу углеводородного сырья России составляют нефтегазоносные акватории суммарной площадью около 4 млн км² в рамках 14 окраинных и внутренних морей. Геологические начальные суммарные ресурсы (НСР) морей имеют следующие показатели: Карское море на шельфе — 31,6 % (в том числе НСР по извлекаемой нефти — 21,8 %, НСР по извлекаемому газу — 37,8 %), Баренцево море — 19,8 % (в том числе 4,4 % и 29,7 % по извлекаемой нефти и газу соответственно), Охотское море — 11,0 % (в том числе 13,9 % и 7,9 % соответственно), Печорское море — 8,1 % (в том числе 16,9 % и 2,9 % соответственно), Восточно-Сибирское море — 7,0 % (в том числе 12,5 % и 4,2 % соответственно) и т. д.
Почти четверть нефтяных ресурсов морей России приходится на Карское море (23,9 %), на Печорское — 16,9 %, Охотское — 13,9 %, Восточно-Сибирское — 12,5 %. Три четверти (75,4 %) ресурсов свободного газа сконцентрированы на акваториях Карского (45,7 %) и Баренцева (29,7 %) морей, а также Охотское — 7,9 %, Восточно-Сибирское — 4,2 %. Следует учитывать, что степень разведанности морей России в целом составляет 3,7 % по нефти и 7,5 % по газу, в том числе по шельфу Карского моря — соответственно 0 и 1 %, а по заливам и губам Карского моря — 0,2 и 19,4 %; по Баренцеву морю — 0 и 13,5 %, по Печорскому — 2,3 и 0,7 %, по Охотскому — 12,2 и 14,0 %, по Каспийскому — 15,1 и 14,9 % (по состоянию на начало 2006 года).

### Освоение Арктического шельфа
В настоящее время на российском арктическом шельфе имеется только один действующий проект по добыче нефти. Это Приразломное месторождение в Печорском море (прибрежное море в юго-восточной части Баренцева моря, между островами Колгуев и Вайгач). Месторождение открыто в 1989 году и содержит более 70 млн т извлекаемых запасов нефти.
Нефть нового российского сорта получила название Arctic Oil (ARCO) и впервые была отгружена с Приразломного в апреле 2014 года. В общей сложности с платформы «Приразломная» в 2014 году четырьмя танкерами было отгружено 300 тыс. тонн нефти.
Приразломное — уникальный российский проект по добыче углеводородов на Арктике . Для его освоения создана специальная морская ледостойкая стационарная платформа (МЛСП) «Приразломная». Платформа позволяет выполнять все технологические операции — бурение скважин, добычу, хранение, отгрузку нефти на танкеры и т. д. Оператором проекта является «Газпром нефть шельф», дочерняя компания «Газпром нефти».
В то же время КНР планирует использование природных ресурсов Арктики, нефти, газа, полезных минеральных ископаемых, включая находящиеся на российском арктическом шельфе, как важный фактор сохранения Китаем внутренней политической стабильности, продолжения реформ и экономического роста.

## Континентальный шельф Охотского моря
В 2014 году Комиссия ООН по границам континентального шельфа по результатам рассмотрения заявки РФ включила в состав российского континентального шельфа район площадью 52 тыс. км2 в центре Охотского моря, находящийся за пределами 200-мильной исключительной экономической зоны. Заявка России была подана в 2001 году в составе аналогичной заявки по арктическому шельфу, однако в 2004 году было принято решение разделить их.